# Детермінація у французькій мові
Детермінація - (з фр. determinant - визначник) явище у французькій граматиці. Одна із функцій іменника. Засоби детермінації на письмі це - детермінанти. Детермінант - це часточка, яка стоїть перед іменником, і яка його визначає, від цього походить назва, вона визначає іменник за родом та числом.  Існує два види детермінації: якісна і кількісна.
Детермінація у французькій мові отримує грамматизованну та уніфіковану форму вираження в артиклях, що оформлюють іменник; вона являє собою граматичну категорію, яка виражається постійно в іменній групі. В українській мові детермінація передається більш різноманітними засобами: лексичними (займенники та інші), морфологічними (відмінки іменника), синтаксичними (більшу роль, ніж у французькій мові, грає в її вираженні порядок слів). Однаковість засобів вираження детермінації полегшує у французькій мові їх використання при іменниках невідповідних семантичних розрядів, що породжує різноманітні вторинні значення, що виражаються артиклями . Артиклі, у свою чергу є основними детермінантами, які навіть при зміні на прийменники, у більшості випадків не гублять свою функцію – детермінації. 

## Якісна або повна детермінація
Якісна детермінація ділиться на означену та неозначену. До означеної відносять означений та неозначений артиклі. 

### Означена детермінація
У французькій мові означена детермінація вживається за допомогою означених та неозначених артиклів.

#### Означені артиклі
Артикль – (франц. article, від лат. Articulus член) – граматичний елемент, що виступає в мові у виді службового чи слова афікса і служить для вираження визначеності – невизначеності категорії (іменний) тобто виду референції.
Розрізняють означений артикль, що вказує на відомий, виділений із класу подібних предмет і тим самим виконувач функцію референції до дійсності поза текстом і анафоричну функцію в тексті, і неозначений артикль, що вказує на деякий невиділений предмет як представник класу подібних предметів.
Артиклі у французькій мові мають наступні форми:
1.Le – значений артикль чоловічого роду однини; 
2.La – означений артикль жіночого роду однини;
3.Les – означений артикль множини (має таку формі як і для чоловічого роду, так і для жіночого).
Артикль – це службове слово, яке вказує на рід,число та на означеність чи неозначеність іменника.
Усічена форма артикля використовується перед іменником, який починається з голосної чи h німого наприклад: l’article,l’hiver.
Злиті форми артикля – це результат злиття означеного артикля з прийменниками à та de. Наприклад: Il va au lycée/à la gare. C’est une tarte aux prunes. Il revient du bureau/de l’Univercité/des Etats-Unis.

#### Неозначені артиклі
Як і означенні артиклі, та в принципі майже як і усі детермінанти, неозначені артиклі стоять перед іменником и визначають його.	Уживаються у наступних формах:
1.Un – неозначений артикль чоловічого роду однини;
2.Une – неозначений артикль жіночого роду однини;
3.Des – неозначений артикль множини (однакова форма для обох родів).
Неозначений артикль вживається перед обчислюваними іменниками: un livre, des livres, une personne, des personnes. Цей артикль представляє предмет як невідомий, уперше введений у мову.
Українською мовою значення неозначеності передається за допомогою слів один/декілька, деякі, будь-який/будь-які, якийсь/якісь.

### Неозначена детермінація
У французькій мові неозначена детемрінація має такі форми вираження:

#### Присвійні прикметники
Присвійні прикметники не тільки вказують на рід і число іменників, а також виражають належність. Вони узгоджуються у роді та числі зі  словом, яке означає власника або належність даного предмета або особи. 
Мають наступні форми вживання:
- якщо один власник, чоловічий рід, однина

mon, ton, son
- якщо один власник, жіночий рід, однина

ma, ta, sa
- якщо множина, чоловічий і жіночий рід

mes, tes, ses
- якщо кілька власників чоловічий, жіночий роди, однина

notre, votre, leur
- якщо кілька власників, множина (жін.,чол..)

nos, vos, leurs
Для іменників жіночого роду, що починаються з голосної або h німого, замість присвійних прикметників ma, ta, sa, вживають присвійні прикметники mon, ton, son: mon école, ton adresse, son histoire.

#### Вказівні прикметники
- служать для указу на лице чи предмет;

- відсилають до вже названому у тексті слова;

- мають наступні форми: ce, cet - однина, чоловічий рід; cette - однина, жіночий рід; ces - множина (чол., жін.). Cet вживається перед голосною або h німим: Cet arbe – cet home;

- замінюючи артикль, визначають рід та число іменника:

ce texte – cet article – цей текст – ця стаття; cette idée – ця ідея;
ces textes – ces articles – ці тексти – ці статті; ces idées – ці  ідеї.

#### Неозначені прикметники
Неозначені прикметники детермінують іменник не уточнюючи його і вказують на кількість чи якість або ж тотожність, схожість чи відмінність.
Неозначені прикметники у французькій мові дуже різноманітні за формою. Вони дають тільки загальне уявлення про якість або кількість визначуваних іменників. Деякі з них вживаються замість артикля.
1. Aucun змінюється в роді, але вживається в однині. У негативному реченні і в супроводі прийменника sans прикметник aucun має значення ніякий. (У негативному реченні при цьому відсутня другий елемент заперечення.)
Je n'ai aucune idée à ce propos.
У мене немає ніяких міркувань з цього приводу.
2. Nul змінюється в роді і числі, але у множині це прикметник вживається переважно з іменниками, що мають форму тільки множини. Nul вживається, в основному, в книжкової мови (за винятком вираження nulle part) і означає ніякої, ні один:
Vous n'avez nul besoin de ce livre.
У вас немає ніякої потреби в цій книзі.
3. Pas un має форму жіночого роду (pas une) і вживається в розмовній мові в значенні жоден:
Pas un étudiant n'a fait ce devoir.
Жоден студент не виконав це завдання.
4. Plusieurs виключає вживання артикля. Це прикметник має одну форму для обох родів і означає більше одного:
Plusieurs garçons (filles) sont là.
Тут присутні кілька хлопчиків (дівчаток).
5. Maint вживається перед іменником без артикля, узгоджується з ним в роді та числі і означає значну кількість:
Il leur a répété cette règle maintes fois.
Він повторив їм це правило багато разів.
6. Quelques замінює артикль, але може вживатися з іншим визначником іменника. Цей прикметник вживається у множині у значенні, дещо відмінному від значення форми однини quelque, і вказує на невідому кількість, яке, однак, розглядається як незначне. Він має одну форму для обох родів:
Le mois dernier j'ai lu quelques livres.
Минулого місяця я прочитав кілька книг.
7. Certains вживається перед іменником без артикля. У порівнянні з формою однини certain, прикметник certains не втратило свого значення якоїсь; деякий; певний. Certains має форму жіночого роду certaines і вказує на, невелику кількість:
Certains étudiants ont bien fait leur devoir.
Деякі студенти добре впоралися зі своїм завданням.
8. Divers і différents мають форми жіночого роду (diverses і différentes), спожиті у множині перед іменником без артикля, висловлюють одночасно ідею незначної кількості і ідею різноманітності:
A cette époque-là je les rencontrais en divers (différents) endroits.
У той час я зустрічався з ними в багатьох (кількох) місцях.
9. Tout, e змінюється в роді і числі (tous - чоловічий рід, мн.чісло і toutes - жіночий рід, мн.чісло). Tout вживається перед іменником без артикля тільки в однині. У цьому випадку його значення наближається до значення прикметника chaque (кожен):
Il faut prouver toute vérité.
Всяку істину слід довести.
10. Chaque вживається тільки в однині перед іменником без артикля:
Chaque matin nous nous promenaient dans le parc.
Щоранку ми прогулювалися парком.
11. Quelque вживається перед іменником в однині без артикля в значенні якийсь, який-небудь:
J'ai entendu quelque histoire.
Я чув якусь історію.
12. Quelconque вживається після іменника з невизначеним артиклем і вказує на байдужість говорить по відношенню до якості визначається предмета:
Donnez-moi un livre quelconque.
Дайте мені якусь (будь-яку) книгу.
13. Certain (жіночий рід certaine) може вживатися перед іменником без артикля або ж з неозначеним артиклем. Прикметник certain вживається перед іменником без артикля переважно книжковою мовою і вказує в такому випадку на відмову мовця уточнити, про який предмет (йому відомому) йдеться:
Certain élève a écrit ...
Якийсь учень написав ...
14. Мême вказує на схожість між предметами і вживається перед іменником або після нього. Прикметник même перед іменником з означеним артиклем має значення той же самий:
С'est la même adresse.
Це та ж сама адреса.
15. Autre вживається для розрізнення предметів і вказує на відмінність предмета від інших. Цей прикметник має форми однини і множини, спільні для обох родів. У пропозиції autre може виконувати всі функції якісного прикметника, однак найчастіше він виступає як визначення і стоїть між артиклем та визначеним іменником:
Un autre visiteur est entré.
Зайшов інший відвідувач.
16. Tel (telle) змінюється в роді і числі. Перед іменником без артикля прикметник tel вживається для позначення предмета невизначеним чином:
Il est arrivé tel jour dans telle ville.
Він прибув такого-дня в те місто.
Отже, якісна детермінація виражає якість, внутрішню ознаку слова. Якісні детермінанти виражають безпосередні, прямі ознаки слів, завдяки тому, що визначають їх за родом та числом. Тому саме цей вид детермінації можна назвати як повна детермінація. Завдяки детермінанту ми дізнаємося рід і число іменника. Тобто визначник повністю детерміную слово .

## Кількісна або часткова детермінація
Кількісна або часткова детермінація виражається за допомогою часткового артикля. Проблема часткового артикля відноситься до однієї з найскладніших у французькій граматиці. Суперечка стосується навіть самого терміна. Якщо Боннар  знаходить його невдалим («malheureux»), то Гійом  вважає його «вдало знайденим і дуже точним» («heureusement inventé et fort exact»). Основні думки про його роль у мові зводяться до наступного:
1. Du являє собою не особливий вид артикля, а поєднання прийменника de з артиклем le (article contracté). В пропозиціях: Je mange du pain і le goût du pain – не граматичні омоніми, а різні функції однієї і тієї ж форми. Такої точки зору дотримується Галіш, називаючи його «прийменник-артикль». Трохи інакше трактують явище Вагнер і Пеншон , які вважають du в Il y a du beurre sur la table особливим артиклем, а при дієсловах «взяття частини» (Reprenez du café) – поєднанням предлога de з артиклем. Проте трактування тут du як злитого артикля не враховує синтаксичних факторів. Граматичній сутністю прийменника є зв'язок іменників один з одним або з дієсловом. В злитому артикль (les miettes du pain) de зберігає цю функцію повністю. Але артикль du втрачає прийменникову функцію в позиції, де ім'я зазвичай вживається без приводу і du взаємозамінним іншим артиклем, а саме при іменнику в ролі прямого доповнення: Il a mangé du fromage і Il a mangé le fromage; або підмета: Du monde, pourtant, continuait à s'arrêter devant la fenêtre, a також в позиції, де іменник в ролі обставини пов'язані з дієсловом іншим прийменником: (coucher sur de la paille). Ці факти підтверджують, що du тут поводиться як артикль і в le goût du pain і manger du pain ми маємо справу з омонімією, а не полісемією.
2. Артикль du виражає кількісну невизначеність. Щоб уточнити природу граматичної форми, її слід аналізувати насамперед у її первинної значущої функції, так як зі словами різних семантичних категорій вона може набувати різні вторинні функції. Частковий артикль слід розглядати насамперед з речовими (недискретними) іменами: тут він з'явився раніше всього і вживається більш регулярно в сучасній мові. У цьому випадку du зберігає значення двох своїх вихідних складових частин (de + le).
Du зберігає первинне значення частковості. Порівняймо: Prenez du fromage і Prenez de ce fromage; Je ne mange pas de ce pain-là - Для мене це неприйнятно.
Le зберігає значення означеного артикля, позначаючи або певну матерію в конкретних умовах: J'ai mangé du (= de + le) pain que vous avez acheté; або – більш часто – речовина в загальному значенні (артикль le має тут узагальнюючу функцію): J 'ai acheté du pain.
У першому випадку частковий артикль зберігає значення частини від конкретного цілого. Але це вживання обмежене невеликим колом дієслів, що позначають «взяття частини» (prendre, manger, vouloir). У другому випадку, коли артикль співвідноситься з даною субстанцією взагалі. Частковий артикль набагато більш уживаний, він означає тут не частину певної маси, а невизначену кількість відомої речовини (apporter de l'eau). Чисте значення часткового артикля виступає як окремий випадок більш широкого значення - вираження кількісної невизначеності. Кількісна невизначеність являє собою граматичне значення на відміну від не дискретності – лексичного значення. Отже, артикль du вказує на якісну визначеність і кількісну невизначеність, тоді як un, навпаки, на кількісну визначеність при якісній невизначеності, наприклад: un chien. Складність визначення положення часткового артикля в системі французької мови пояснюється тим, що по суті справи значення числа, визначеності / невизначеності і дискретності / не дискретності в цій мові тісно переплітаються, утворюючи єдину над категорію .